# 1521
1521 (MDXXI) fue un año común comenzado en martes del calendario juliano.

## Acontecimientos

### Enero
- 3 de enero: El papa León X excomulga a Martín Lutero.
- 28 de enero: se inicia la Dieta de Worms

### Febrero
- 1521: en Burgos se hace público el Edicto de Worms del 17 de diciembre de 1520, por el que Carlos I de España condena a los comuneros. (Este edicto no debe confundirse con el Edicto de Worms del mismo autor, del 25 de mayo de 1521, contra Martín Lutero).

### Marzo
- Cuauhtémoc es coronado emperador mexica.
- 6 de marzo: Fernando de Magallanes descubre Guam.
- 8 de marzo: Sitio de Vitoria por el conde de Salvatierra.
- 16 de marzo: Magallanes alcanza las Filipinas.
- 31 de marzo: Primera misa en Filipinas

### Abril
- 7 de abril: Magallanes llega a Ciudad de Cebú.
- 16 de abril: Durante la Conquista de México, Xochimilco fue sometida por Hernán Cortés y sus ejércitos aliados.
- 18 de abril: Martín Lutero es examinado por la Dieta de Worms frente al emperador Carlos V.
- 19 de abril: Los comuneros alaveses dirigidos por Pedro López de Ayala son derrotados definitivamente en la Batalla de Miñano Mayor.
- 23 de abril: Los comuneros son derrotados en Villalar. Este mismo día perecen en la iglesia de Mora más de 3000 personas de todas las edades y sexos tras ser incendiada por las tropas realistas.
- 24 de abril: En Villalar, Padilla, Bravo y Maldonado, capitanes comuneros, son decapitados por las tropas realistas.
- 26 de abril: Martín Lutero huye de Worms para salvar su vida debido a que querían asesinarlo.
- 27 de abril, en el islote de Mactán, Magallanes en la primera vuelta al mundo, pereció en manos de los indígenas.

### Mayo
- 20 de mayo: Las fuerzas francesas de Francisco I entran en Pamplona después de un corto asedio donde cae herido Ignacio de Loyola.
- 24 de mayo: Las fuerzas francesas enviadas por Francisco I asedian la ciudad de Logroño.
- 25 de mayo: Carlos V de Alemania promulga el Edicto de Worms, en el cual declara a Martín Lutero fuera de la ley.

### Junio
- 9 de junio: Hernán Cortés inicia el sitio de Tenochtitlan.
- 11 de junio: Las tropas navarras levantan el asedio de Logroño.
- 30 de junio: Las tropas del emperador Carlos derrotan al ejército francés enviado por Francisco I en la batalla de Noáin.

### Julio
- 5 de julio: Pamplona se rinde a los castellanos.

### Agosto
- 13 de agosto: Cuauhtémoc rinde a Hernán Cortés la ciudad de Tenochtitlan, con lo que se consuma la conquista de México y se logra la victoria española.
- 23 de agosto: Cristián II es depuesto como rey de Suecia y Gustavo Vasa es elegido regente.

### Octubre
- 3 de octubre: Las fuerzas francesas de Francisco I conquistan el castillo de Amaiur y el Baztán en Navarra.
- 15 de octubre: Es sometido a tormentos Cuauhtémoc por Hernán Cortés para que revele la ubicación del tesoro del señorío de la gran Tenochtitlan.
- 18 de octubre: Las fuerzas francesas de Francisco I toman la fortaleza guipuzcoana de FuenterrabíaFuenterrabía.

### Diciembre
- 24 de diciembre: Un incendio destruye las tres cuartas partes de Oviedo.
- 28 de diciembre: se inicia el cónclave para elegir un nuevo pontífice tras la muerte del papa León X.

### Sin fecha
- Las fuerzas del Imperio otomano toman Belgrado.
- Francisco I de Francia conquista Milán, aunque a finales de año Carlos I la reconquista.

## Nacimientos
- 4 de agosto: futuro papa Urbano VII.
- 13 de diciembre: futuro papa Sixto V.
- Cristina de Dinamarca, hija del rey Christian II.
- Pontus de Tyard, poeta francés.

## Fallecimientos
- 24 de abril: Juan Bravo, Juan de Padilla y Francisco Maldonado, jefes comuneros.
- 27 de abril: Fernando de Magallanes, marino portugués (n. 1480)
- 10 de mayo: Sebastian Brant, humanista alsaciano (n. 1457)
- 12 de mayo: Xicohténcatl Axayacatzin, héroe tlaxcalteca.
- 1 de diciembre: León X, papa italiano.
- 13 de diciembre: Manuel I de Portugal (n. 1469)
- Beatriz Enríquez de Arana
- Juan Ponce de León, descubridor de la Florida.